# Sokaraja Kidul
Sokaraja Kidul is een bestuurslaag in het regentschap Banyumas van de provincie Midden-Java, Indonesië. Sokaraja Kidul telt 4819 inwoners (volkstelling 2010).